# تيفوزانيب
تيفوزانيب (الاسم التجاري Fotivda ) هو مثبطات التيروزين كيناز عن طريق الفم . وقد أكملت التحقيق في المرحلة 3 لعلاج الخط الأول (العلاج السذاجة) المرضى الذين يعانون من سرطان الخلايا الكلوية .  لم تؤد نتائج دراسة الخط الأول هذه إلى موافقة إدارة الغذاء والدواء الأمريكية ، ولكن تمت الموافقة على تيفوزانيب من قبل وكالة الأدوية الأوروبية (EMA) في أغسطس 2017. 

## موانع
يجب عدم الجمع بين تيفوزانيب ونبتة سانت جون ، وهو محفز لإنزيم الكبد سيتوكروم (انظر التفاعلات أدناه). لا ينبغي أن يؤخذ خلال فترة الحمل كما هو ماسخ ، الأجنة وسمات الأجنة في الفئران. 

## الآثار السلبية
كانت الآثار الجانبية الأكثر شيوعا في الدراسات ارتفاع ضغط الدم (ارتفاع ضغط الدم، في 48 ٪ من المرضى) ، خلل النطق (صوت أجش، 27 ٪) ، والتعب والإسهال (26 ٪). حدثت أزمة ارتفاع ضغط الدم في 1 ٪ من المرضى. 

## التفاعلات
إدارة جرعة واحدة من تيفوزانيب مع ريفامبيسين ، محفز قوي للإنزيم CYP3A4 ، يقطع نصف العمر البيولوجي والتعرض الكلي ( AUC ) من تيفوزانيب إلى النصف، ولكن ليس له تأثير ذي صلة على أعلى التركيزات في الدم. ليس للخلط مع الكيتوكونازول ، المانع القوي CYP3A4 ، أي تأثيرات ذات صلة. لا يعرف الأهمية السريرية لهذه النتائج. 

## علم العقاقير

### آلية العمل
مشتق من اليوريا الكينولين ، تيفوزانيب يقمع تكوين الأوعية عن طريق تثبيط انتقائي ضد عامل نمو بطانة الأوعية الدموية .  تم تطويره من قبل فيجو الصيدلة .  وهي مصممة لتثبيط جميع مستقبلات VEGF الثلاثة. 

### الدوائية
بعد أخذ تيفوزانيب عن طريق الفم، يتم الوصول إلى أعلى مستويات مصل الدم بعد 2 إلى 24 ساعة. مجموع الجامعة الأمريكية المستقلة مستقل عن تناول الطعام. عندما تكون في مجرى الدم، أكثر من 99 ٪ من المادة مرتبط ببروتينات البلازما ، في الغالب الزلال . على الرغم من أن الإنزيمات CYP3A4 و CYP1A1 والعديد من UGTs قادرة على استقلاب الدواء، فإن أكثر من 90٪ منها تدور في شكل لم يتغير. الأيضات هي نزع الميثيل، إضافة هيدروكسيل ومنتجات N- أكسدة و غلوكورونيد
. 
عمر النصف البيولوجي هو 4.5 إلى 5.1 أيام ؛ يتم إخراج 79٪ عبر البراز ، دون تغيير في الغالب، و 12٪ عن طريق البول، دون تغيير مطلقًا. 

## كيمياء
يستخدم تيفوزانيب في شكل مونوهيدرات هيدروكلوريد ، وهو مسحوق أبيض إلى بني فاتح. إنه غير قابل للذوبان عمليا في الماء ولديه قابلية منخفضة للذوبان في الأحماض المائية والإيثانول والميثانول . انها ليست استرطابي وليس نشط بصريا . 

## التجارب السريرية
نتائج المرحلة الثالثة على سرطان الخلايا الكلوية المتقدمة اقترح تحسن 30 ٪ أو 3 أشهر في البقاء على قيد الحياة خالية من التقدم المتوسط مقارنة مع sorafenib لكنه أظهر معدل بقاء عموما أدنى من الذراع التجريبية مقابل ذراع التحكم.   صوّتت اللجنة الاستشارية للأدوية في إدارة الدواء والأدوية في مايو 2013 م 13 إلى 1 ضد التوصية بالموافقة على تيفوزانيب لسرطان الخلايا الكلوية. شعرت اللجنة أن العقار فشل في إظهار نسبة مواتية للمخاطر - الفوائد وتساءل عن مدى تصميم تصميم التجربة، مما سمح لمرضى ذراع التحكم الذين استخدموا سورافينيب بالانتقال إلى تيفوزانيب بعد مرض التدريجي ولكن ليس على ذراع التجارب باستخدام تيفوزانيب للانتقال إلى سورافينيب . تم رفض الطلب رسمياً من قبل إدارة الأغذية والعقاقير في يونيو 2013 ، قائلاً إن الموافقة تتطلب دراسات سريرية إضافية. 
في عام 2016 ، نشرت منظمة أفيو أورامولوجي بيانات بالتعاون مع اجتماع ASCO توضح تأثير الموقع الجغرافي على البقاء العام في تجربة المرحلة الثالثة. 
في عام 2016 ، أعلن AVEO Oncology عن بدء المرحلة الثانية من الدراسة السريرية للمرحلة الثالثة في مرضى RCC المتقدمين في الصف الثالث. 
في عام 2016 أعلنت EUSA Pharma و AVEO Oncology أن تيفوزانيب قد تم تقديمه إلى وكالة الأدوية الأوروبية لمراجعته في إطار الإجراء المركزي. 
في يونيو 2017 ، أوصت اللجنة العلمية EMA tivozanib بالموافقة في أوروبا، ومن المتوقع الحصول على الموافقة في سبتمبر. 
في أغسطس 2017 وافقت المفوضية الأوروبية (EC) رسميًا على تيفوزانيب في أوروبا. 